# Monumental (metropolitana di Barcellona)
Monumental è una stazione della L2 della metropolitana di Barcellona.
La stazione è situata sotto il Carrer Marina, nel distretto dell'Eixample di Barcellona, fu inaugurata nel 1995 con l'apertura del primo tratto della L2 della metropolitana.